# Anticollix nigricata
Anticollix nigricata är en fjärilsart som beskrevs av Bretschneider 1951. Anticollix nigricata ingår i släktet Anticollix och familjen mätare. Inga underarter finns listade i Catalogue of Life.